# Aeródromo de Campolara
El Aeródromo de Campolara, (OACI: LECX) es un aeródromo privado español situado en el municipio de Muñopedro (Segovia).
El aeródromo tiene dos pistas de aterrizaje de tierra, de 950x60m y 1000x60m respectivamente.
El 20 de mayo de 1997 una aeronave Socata Tobago TB-10, matrícula EC-FTD tuvo un accidente en las proximidades del Aeródromo de Campolara.